# کالین اندرسون (بازیکن فوتبال)
کالین اندرسون (انگلیسی: Colin Anderson؛ زادهٔ ۲۶ آوریل ۱۹۶۲) بازیکن فوتبال اهل بریتانیا است.
از باشگاه‌هایی که در آن بازی کرده‌است می‌توان به باشگاه فوتبال وست برومویچ آلبیون، باشگاه فوتبال تورکی یونایتد، باشگاه فوتبال اکستر سیتی، باشگاه فوتبال برنلی، باشگاه فوتبال والسال، و باشگاه فوتبال هرفورد یونایتد اشاره کرد.